# 方丹莱克鲁瓦西耶
方丹莱克鲁瓦西耶（法語：Fontaine-lès-Croisilles，法語發音：[fɔ̃tɛn lɛ kʁwazij]，意为“克鲁瓦西耶附近的方丹”）是法国上法蘭西大區加来海峡省的一个市镇，属于阿拉斯区。

## 地名
“方丹”（Fontaines）意为“泉”。法语地名通名在“枫丹白露”（Fontainebleau）等少数拥有传统译名的地名中译作“枫丹”，不过在《世界地名翻译大辞典》、《世界地名译名词典》和《法国地图册》等主流地名译名类书籍资料中多译作“方丹”。

## 地理
方丹莱克鲁瓦西耶（50°13'7"N, 2°54'31"E）面积6.26 平方千米，位于法国上法蘭西大區加来海峡省，该省份为法国北部沿海省份，西北濒北海，南至索姆省，东临北部省。
与方丹莱克鲁瓦西耶接壤的市镇（或旧市镇、城区）包括：谢里西、比勒库尔、克鲁瓦西耶、昂德库尔-莱卡尼库尔、埃尼内勒。
方丹莱克鲁瓦西耶的时区为UTC+01:00、UTC+02:00（夏令时）。

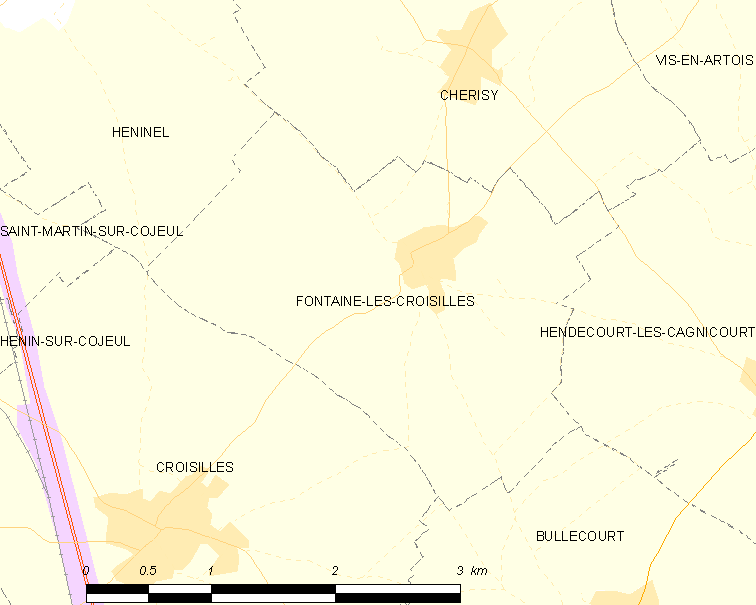
方丹莱克鲁瓦西耶的OSM定位图

## 行政
方丹莱克鲁瓦西耶的邮政编码为62128，INSEE市镇编码为62343。

## 政治
方丹莱克鲁瓦西耶所属的省级选区为巴波姆县。

## 人口

1962-2008年间方丹莱克鲁瓦西耶人口变化图示

方丹莱克鲁瓦西耶于2022年1月1日时的人口数量为259人。